# Gerahalli, Chik Ballapur
Gerahalli là một làng thuộc tehsil Chik Ballapur, huyện Kolar, bang Karnataka, Ấn Độ.